# Yūsuke Tanahashi
Yūsuke Tanahashi (japanisch 棚橋 雄介 Tanahashi Yūsuke; * 9. April 1987 in der Adachi) ist ein ehemaliger japanischer Fußballspieler.

## Karriere
Tanahashi erlernte das Fußballspielen in der Schulmannschaft der Higashi Fukuoka High School und der Universitätsmannschaft der Hannan-Universität. Seinen ersten Vertrag unterschrieb er 2011 bei Kataller Toyama. Der Verein spielte in der zweithöchsten Liga des Landes, der J2 League. Für den Verein absolvierte er drei Ligaspiele. 2012 wurde er an den Drittligisten FC Ryūkyū ausgeliehen. 2014 kehrte er zu Kataller Toyama zurück. 2015 wechselte er zu Vonds Ichihara. Ende 2019 beendete er seine Karriere als Fußballspieler.